# ینی‌کوی (گوله)
ینی‌کوی (به ترکی استانبولی: Yeniköy) یک منطقهٔ مسکونی در ترکیه است که در گوله (شهر) واقع شده‌است.